# Płazowo
Płazowo – (niem. Plassowo, 1942-1945 Plaßhof) wieś w Polsce położona w województwie kujawsko-pomorskim, w powiecie tucholskim, w gminie Lubiewo, przy trasie drogi wojewódzkiej nr 240.
W latach 1950–1998 miejscowość należała do województwa bydgoskiego. Według Narodowego Spisu Powszechnego (III 2011 r.) liczyła 266 mieszkańców. Jest siódmą co do wielkości miejscowością gminy Lubiewo.

## Nazwa
W 1920 r. w trakcie ustalania polskiej nazwy wsi rozpatrywano również wersje Płazów i Plazowo. W 1942 roku okupanci niemieccy zastąpili dotychczasową nazwę niemiecką Plassowo  nazwą Plasshof.

## Historia
Pierwsza wzmianka o Płazowie pochodzi z 1796 roku. Nazwa miejscowości pochodzi od nazwiska Płoza, noszonego przez burmistrza Tucholi z końca XVIII wieku, który wykarczował tu obszar leśny dla celów rolniczych. W 1875 r. w gminie wiejskiej Płazowo było 36 domów i 59 gospodarstw domowych. Gmina liczyła 253 mieszkańców, w tym 125 kobiet. Do gminy należały wtedy również wsie Szumiąca, Stare Dziuki oraz Nowe Dziuki. W 1895 r. 38 domów zamieszkiwało 55 rodzin, a ogólna liczba mieszkańców wynosiła 307 osób (w tym 141 kobiet). W 1931 gmina liczyła 347 osób. W lutym 1945 w czasie walk między Niemcami a Armią Czerwoną na 48 gospodarstw jedno uległo całkowitemu zniszczeniu, a 12 - częściowemu.
Miejscowa szkoła powstała w 1865 r. dla 47 uczniów. W 1935 r. było ich 59, a w roku szkolnym 1970/1971 - 25. Po utworzeniu Zbiorczej Szkoły Gminnej w Lubiewie szkołę zamknięto, a dzieci zaczęto dowozić do szkoły w Bysławiu.
W 2. połowie lat 50. XX wieku wieś otrzymała komunikację autobusową, a w roku 1958 - po wybudowaniu linii energetycznej Tuchola-Lubiewo – wieś została zelektryfikowana.